# Chengdu Open 2017
Chengdu Open 2017 byl tenisový turnaj pořádaný jako součást mužského okruhu ATP World Tour, který se hrál na otevřených dvorcích s tvrdým povrchem S’-čchuanského mezinárodního tenisového centra. Probíhal mezi 25. zářím až 1. říjnem 2017 v čínské megapoli Čcheng-tu, centru sečuánské provincie, jako druhý ročník turnaje.
Turnaj s rozpočtem 1 138 910 amerických dolarů patřil do kategorie ATP World Tour 250. Nejvýše nasazeným hráčem ve dvouhře se stal sedmý tenista světa  Dominic Thiem z Rakouska. Jako poslední přímý účastník do hlavní singlové soutěže nastoupil brazilský 114. hráč žebříčku Thiago Monteiro.
Druhý titul na okruhu ATP Tour vybojoval Uzbek Denis Istomin. Deblovou část ovládla nenasazená izraelsko-pákistánská dvojice Jonatan Erlich a Ajsám Kúreší.

## Rozdělení bodů a finančních odměn

### Rozdělení bodů
| Soutěž  | vítězové | finalisté | semifinalisté | čtvrtfinalisté | 16 v kole | 32 v kole | Q  | Q3 | Q2 | Q1 |
| ------- | -------- | --------- | ------------- | -------------- | --------- | --------- | -- | -- | -- | -- |
| dvouhra | 250      | 150       | 90            | 45             | 20        | 0         | 12 | 6  | 0  | 0  |
| čtyřhra | 250      | 150       | 90            | 45             | 0         |           |    |    |    |    |

### Finanční odměny
| Soutěž                              | vítězové | finalisté | semifinalisté | čtvrtfinalisté | 16 v kole | 32 v kole | Q2     | Q1     |
| ----------------------------------- | -------- | --------- | ------------- | -------------- | --------- | --------- | ------ | ------ |
| dvouhra                             | $183 435 | $96 610   | $52 335       | $29 815        | $17 570   | $10 410   | $4 685 | $2 340 |
| čtyřhra                             | $55 730  | $29 300   | $15 880       | $9 090         | $5 320    | —         | —      | —      |
| částka ve čtyřhře je uvedena na pár |          |           |               |                |           |           |        |        |

## Mužská dvouhra

### Nasazení
| Stát                         | Hráč                 | ATP | Nasazení |
| ---------------------------- | -------------------- | --- | -------- |
| Rakousko                     | Dominic Thiem        | 7.  | 1.       |
| Španělsko                    | Albert Ramos-Viñolas | 25. | 2.       |
| Rusko                        | Karen Chačanov       | 32. | 3.       |
| Rusko                        | Andrej Rubljov       | 37. | 4.       |
| Japonsko                     | Júiči Sugita         | 42. | 5.       |
| Spojené království           | Kyle Edmund          | 45. | 6.       |
| Srbsko                       | Viktor Troicki       | 47. | 7.       |
| Argentina                    | Leonardo Mayer       | 53. | 8.       |
| Žebříček ATP k 18. září 2017 |                      |     |          |

### Jiné formy účasti
Následující hráči obdrželi divokou kartu do hlavní soutěže:
- Wu Ti
- Wu I-ping
- Mikael Ymer

Následující hráč obdržel zvláštní výjimku:
- Peter Gojowczyk

Následující hráči postoupili z kvalifikace:
- Taylor Fritz
- Adrián Menéndez-Maceiras
- Mate Pavić
- Stefanos Tsitsipas

### Odhlášení
před zahájením turnaje
- Adrian Mannarino → nahradil jej  Dušan Lajović
- Jo-Wilfried Tsonga → nahradil jej  Thiago Monteiro
- Fernando Verdasco → nahradil jej  Bernard Tomic

### Skrečování
- Mate Pavić

## Mužská čtyřhra

### Nasazení
| Stát                                                                    | Hráč              | Stát        | Hráč           | ATP | Nasazení |
| ----------------------------------------------------------------------- | ----------------- | ----------- | -------------- | --- | -------- |
| Rakousko                                                                | Oliver Marach     | Chorvatsko  | Mate Pavić     | 39. | 1.       |
| Chile                                                                   | Julio Peralta     | Nový Zéland | Michael Venus  | 49. | 2.       |
| Mexiko                                                                  | Santiago González | Srbsko      | Nenad Zimonjić | 77. | 3.       |
| Spojené království                                                      | Dominic Inglot    | Kanada      | Daniel Nestor  | 93. | 4.       |
| Žebříček ATP k 18. září 2017; číslo je součtem umístění obou členů páru |                   |             |                |     |          |

### Jiné formy účasti
Následující páry obdržely divokou kartu do hlavní soutěže:
- Sun Fa-ťing /  Tche Ž'-ke-le
- Wu Ti /  Wu I-ping

## Přehled finále

### Mužská dvouhra
- Denis Istomin vs.  Marcos Baghdatis, 3–2skreč

### Mužská čtyřhra
- Jonatan Erlich /  Ajsám Kúreší vs.  Marcus Daniell /  Marcelo Demoliner, 6–3, 7–6(7–3)